# Michele Bartoli
Michele Bartoli (nascido em 27 de maio de 1970) é um ex-ciclista de estrada italiano, profissional de 1992 a 2004.

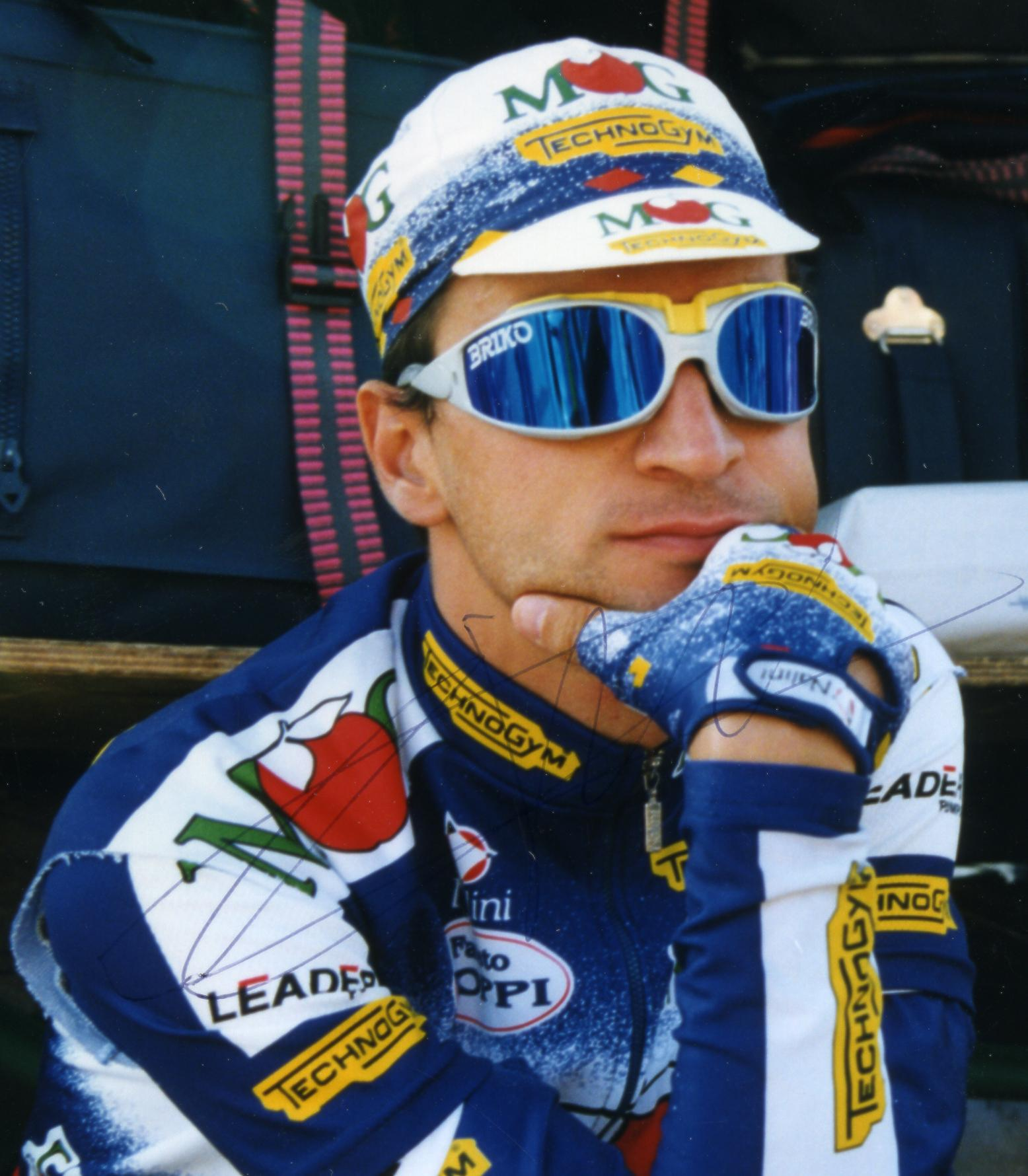
Bartoli no Paris–Tours 1997

Grande especialista em clássicos, destacam suas vitórias em Volta à Flandres de 1996; em Liège-Bastogne-Liège de 1997 e 1998; em Fletxa Valona de 1999; em Amstel Gold Race de 2002; em Volta da Lombardia de 2002 e 2003; e duas edições da Copa do Mundo de Ciclismo, em 1997 e 1998. Também competiu em dois Jogos Olímpicos, em 1996, em Atlanta, nos Estados Unidos, onde terminou em oitavo lugar na prova de estrada individual; e em 2000, em Sydney, Austrália, obtendo o quarto lugar na mesma prova.

## Biografia
Bartoli começou sua carreira no Mercatone Uno, equipe onde passou quatro anos. Em seguida, ele disputou na equipe MG Maglificio-Technogym com a qual a classificação da UCI foi em 1997. Resultado de que repetiria no ano seguinte, mas desta vez nas fileiras da equipe Asics, no mesmo ano veio a estreia profissional de Paolo Bettini competindo com Bartoli.